# Anioł pasterzom mówił
Anioł pasterzom mówił – jedna z najstarszych polskich kolęd. Słowa pochodzą z XVI wieku, są przekładem fragmentu łacińskiego utworu średniowiecznego na Boże Narodzenie Dies est laetitiae (Angelus pastoribus). W tzw. rękopisie kórnickim (1551–1555) znajduje się siedem zwrotek bez zapisu melodii.
Melodia zachowała się w tabulaturze organowej z II połowy XVII wieku. Dokładny zapis nutowy zamieścił dopiero ks. Michał Marcin Mioduszewski w swoim zbiorze Śpiewnik kościelny, czyli pieśni nabożne z melodiami w Kościele katolickim używane z 1838 roku.

## Zapis nutowy
Źródło: Najstarsze polskie kolędy z nutami. 1940, s. 7. OCLC 9802456173.